# Афремов, Наум Иванович
Нау́м Ива́нович Афре́мов (умер около 1640 года) — военный и государственный деятель Русского централизованного государства времён правления Великого Князя всея Руси Михаила Фёдоровича Романова, осадный воевода Тулы в 1618—1620 годах.

## Биография
Биографические сведения о Науме Ивановиче в сохранившихся письменных источниках крайне скудны. Тем не менее, известно, что в 1618—20 годах он в качестве осадного воеводы служил в Туле. В 1624 году Наум Иванович за московское осадное сиденье царём Михаилом Фёдоровичем пожалован поместьем в Белёвском уезде (дер. Бибино). В этом же году его сын, Гавриил Наумович, также был пожалован поместьем в Белёвском уезде (село Нижнее Юриково, дер. Резанцева).
Отец Наума Ивановича, запорожский казак Иван Офремов, который служил в опричнине Ивана IV и был пожалован вотчиной в Белёвском уезде, считается родоначальником дворян Афремовых.
Наум Иванович является предком известного тульского историка Ивана Фёдоровича Афремова (1794—1866).